# Jon Wettervik
Jonas Jon Wettervik, född 23 december 1733 g.s. på Visingsö, död 4 juni 1802 i Stockholm, var en svensk bankman och hovsekreterare.

## Biografi
Jon föddes på Visingsö som son till klockaren i Brahekyrkan i Visingsö socken Anders Wettervik och dennes hustru Helena Lundman. Han blev student vid Uppsala universitet den 12 november 1753. Den 16 juni 1766 fick han hovekreterareas namn, heder och värdighet av kung Adolf Fredrik. Han utnämndes även till referendarie i Riksens ständers bank.
Han gifte sig den 21 april 1774 med Ulrica Grevesmühl som var dotter till grosshandlaren Johan Grevesmühl av släkten Grevesmühl. Paret fick totalt 7 barn.
1780 köpte han gården Södergarn på Lidingö från Adolph Modéer, och han hyrde därefter ut rum om somrarna till Stockholmare.
Hustrun Ulrica avled 1798 och Jonas avled vid 68 års ålder den 4 juni 1802 i Stockholm.